# Нестурелу
Нестурелу (рум. Năsturelu) — село у повіті Телеорман в Румунії. Адміністративний центр комуни Нестурелу.
Село розташоване на відстані 99 км на південний захід від Бухареста, 34 км на південь від Александрії.

## Населення
За даними перепису населення 2002 року у селі проживали 1747 осіб, з них 1746 осіб (99,9%) румунів. Рідною мовою 1746 осіб (99,9%) назвали румунську.